# Даханаяке, Виджаянанда
Виджаянанда Даханаяке (синг. විජයානන්ද දහනායක; 22 октября 1901, Галле, Цейлон — 4 мая 1997, там же) — премьер-министр Цейлона с 26 сентября 1959 по 20 марта 1960 года.

## Биография
Начинал политическую карьеру в троцкистской партии Ланка Сама Самаджа, затем присоединился к лево-националистической Партии свободы и после её прихода к власти в 1956 году стал министром образования. 
После убийства в 1959 году премьер-министра Соломона Бандаранаике возглавил переходное правительство, приняв на себя также обязанности министров обороны и иностранных дел. Наиболее заметным его решением в качестве главы правительства стала отмена моратория на смертную казнь. Конфликт с вдовой убитого Сиримаво Бандаранаике, претендовавшей на лидерство в партии, привёл к тому, что Даханаяке создал собственную Цейлонскую демократическую партию, не получившую на выборах 1960 года ни одного места, а Бандаранаике возглавила на этих выборах Партию свободы, которая, впрочем, также потерпела на выборах поражение. 
В 1965 году Даханаяке вступил в консервативную Объединённую национальную партию, которая в том же году сформировала новое правительство, где Даханаяке стал министром внутренних дел. В 1970 году ОНП перешла в оппозицию и вернулась к власти только в 1977 году. Даханаяке, однако, на сей раз остался лишь депутатом парламента. В 1986 году он был назначен министром по делам кооперативов, но в 1988 году ушёл в отставку и завершил свою политическую карьеру.